# River Yeo (vattendrag i Storbritannien, lat 50,87, long -3,82)
River Yeo är ett vattendrag i Storbritannien.   Det ligger i riksdelen England, i den södra delen av landet, 270 km väster om huvudstaden London.